# PR-LP 15
El sendero PR-LP 15 es un sendero de Pequeño Recorrido en La Palma (Canarias, España) que une Tigalate con Jedey.
La longitud total del recorrido es de 20300 metros. Hay 1250 metros de desnivel.